# Parviz Abolgassemi
Parviz Abolgassemi est un poète français de langue française et iranienne, né à Malayer (Iran) le 2 décembre 1930, professeur de persan et de littérature comparée à l’Université d'Aix-Marseille jusqu’en 1997, chercheur associé au CNRS, traducteur de nombreux poètes iraniens. Il est le père de Maxime Abolgassemi. 

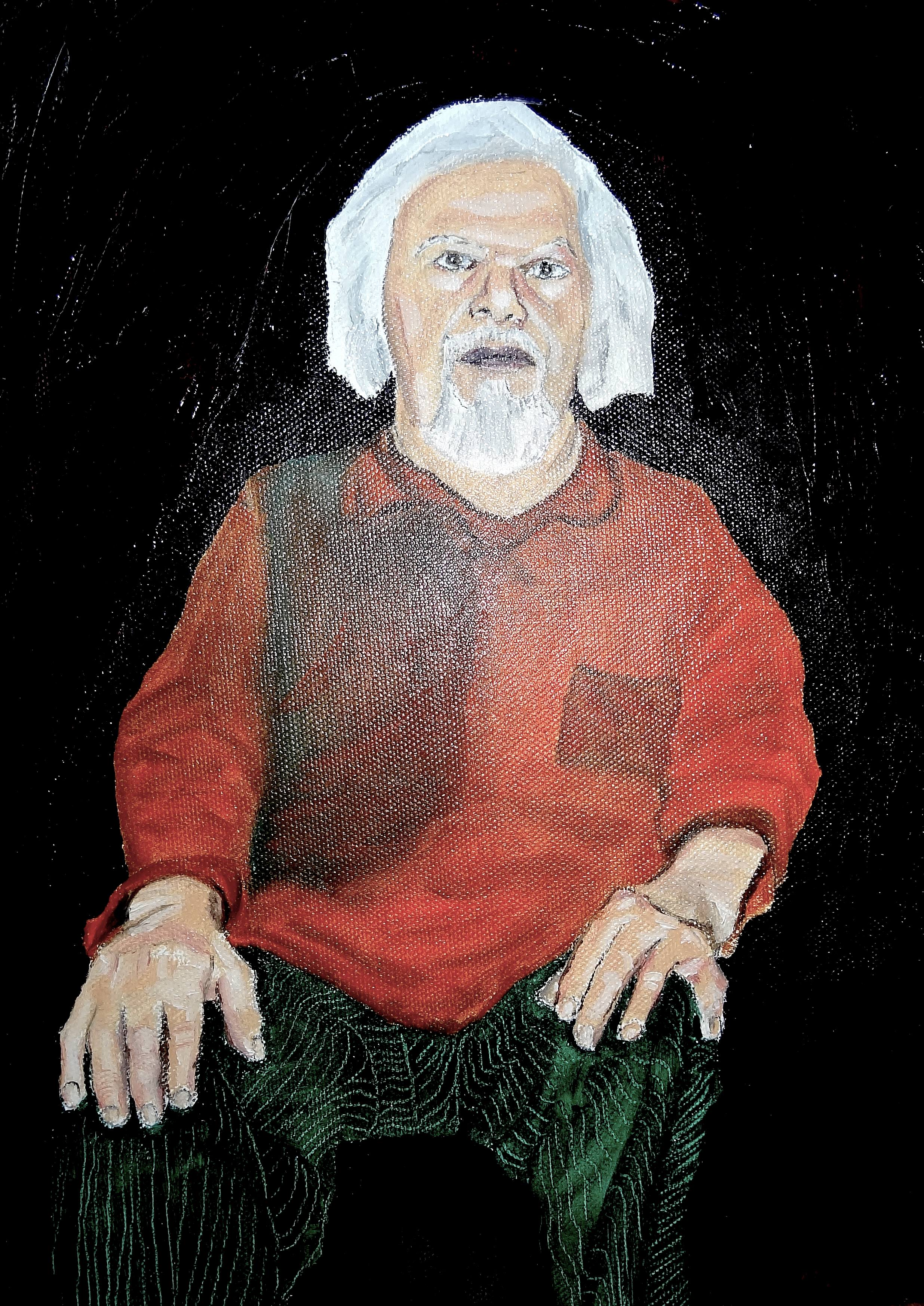
Présance (2013), portrait à l'huile par Maxime Abolgassemi

## Biographie

### Formation
En 1963, il quitte l’Iran à la suite de menaces directes de la SAVAK qui contrôle alors le milieu des étudiants et des journalistes (il contribuait aux pages « internationales » du journal Kayhan). Après avoir vécu à Londres, et aux États-Unis, il s’installe en France. Tout en travaillant dans une imprimerie, comme typographe, il étudie à l’université de Nanterre. Cofondateur des revues Soror et Nanterre 72 avec Jean-Marc Debenedetti, il y rencontre Abed Azrié, tout juste arrivé de Syrie, qui deviendra son ami de toujours. Joueur d’échecs souvent invincible lors de fameuses parties simultanées, il se voit confier la traduction du livre du nouveau champion du monde Bobby Fischer, Mes 60 meilleures parties en 1972.

### Travail d'édition, de traduction et de recherche
Il soutient en 1976 sa thèse d'État, consacrée au poète Ahmad Chamlou (1925-2000), qu’il reçoit à Aix-en-Provence à cette occasion. En 1982, il fonde les éditions RAC (« Rencontres et Animations Culturelles ») aux Pennes-Mirabeau, pour publier des traductions couvrant le champ le plus large possible de la poésie persane, de Ansari Haravi (XIe siècle) à Nader Naderpour (1929-2000), qu'il a fréquenté dans sa jeunesse [réf. nécessaire]. Il rend un hommage spécial à la poétesse Furough Farrokhzad (1935-1967), dont l’œuvre et la vie représentent un idéal pour tout une jeunesse d’Iran. D’autres auteurs sont aussi accueillis dans le catalogue de la petite maison d'édition (sise aujourd'hui à Fuveau).  
Il conçoit une première Anthologie de la poésie persane contemporaine bilingue en 1982, complétée par une autre en 1999. Ses cours de persan sont publiés par l’Université de Provence en trois volumes (1986, 1989, 1990), finalement réunis en un seul ouvrage en 2002. Plusieurs de ses étudiants ont poursuivi dans le domaine persan, et ont tenu à lui signifier leur reconnaissance.

## Citations
"Deux fois exilée, la main tremble,
 quelle nuit! 
 Berger pourchassé 
 de dedans et de dehors, 
 perdu. 
 La plaine se noie dans l'oubli des mots" 
Source et exil, RAC (1992)

## Publications

### Traductions
- Bobby Fischer, Mes 60 meilleures parties, Éditions Stock, 1972
- Ansari Haravi, Oraisons, RAC
- Axavan Sales Omid (1928-1990), ''Manteaux" et autres poèmes, RAC
- Baba Taher, 33 Quatrains, RAC
- Ahmad Chamlou (1925-2000), Aïda dans le miroir, RAC, 1994
- Foruq Faroxzad (1935-1966), Quelque chose comme respirer..., RAC
- Nader Naderpour (1929-2000), Fille de la coupe, RAC, 1992
- Omar Xayam (1048-1131), 33 quatrains, RAC
- Shams é Tabrizi (1184-1247),  Florilège (bilingue français persan), RAC
- Ferdowsî, Kavé le Forgeron, édition bilingue, Publications de l’Université de Provence, 1990
- Zarathoustra, Gatha, préface de Jean Naudou, Publications de l’Université de Provence, 1999

### Anthologies et cours de langue
Anthologie de la poésie persane contemporaine, RAC (1982) 
 La femme iranienne et sa poésie, préface de Marie Dominique Houdry, RAC (1994) 
 Anthologie de la poésie contemporaine, (avec la collaboration de Monique Nizard-Florack), RAC (1999) 
 Langue persane, cours pratique, Collection Didactilangue, Publications de l’Université de Provence (2002) 

### Poésies
Exil, emboîtage et peintures de Jean-Marc Debenedetti, Éditions Saint-Germain-des-Prés (1973) 
 Ailleurs me conte le vent, RAC (2001) 
 Appel à Simorq, RAC (1991) 
 Les cils de sa bien aimée, RAC (1996) 
 Débris, RAC (2001) 

Douleur de l’attente, RAC (1990) 
 Éclat solaire, RAC (1990) 
 Émergence de la Lumière, RAC (1991) 
 Étincelle natale, RAC (1992) 
 Fagots de rêves, RAC (1996) 
 Floraison de miracles, RAC (1990) 
 Fragments de pierres, RAC (1999, dessins de Fabien Clairefond) 
 Huitième jour de souffrance, RAC (1990) 
 Humanité ma famille, RAC (1993) 
 La barque de lumière, RAC (2001) 
 La flamme blanche, RAC (1990) 

La septième intelligence, RAC (1995) 
 L'alphabet de Roseaux, RAC  (1994, avec des photographies de Solange Ory) 
 Arpenteur de l’inconnu, RAC (1999) 
 La soif s’affole dans mes yeux, RAC (1986) 
 Le chant des Bateleurs pour…, RAC (1984) 
 Les amants d'une nuit de sang, RAC (1983) 
 Lorsque…, RAC (2001) 
 Nostalgie de la plénitude, RAC (2001) 
 Partage du silence, RAC (1997) 
 Pèlerin I, RAC  (1992) 
Pèlerin II,  RAC (1994) 
 Rencontre avec la Lumière ( bilingue français anglais), RAC (1995) 
 Ressuscité, je me lève jusqu'à l'amour, RAC (1990) 
 Sommeil cisaillé, RAC (1991) 
 Source et Exil, RAC (1992) 
 Une nuit avec Hafez, RAC (1992) 

### Articles
- « Ahmad Chamlou, Voix d’ailleurs, présentation de quelques poèmes », Autre Sud, Hommage à Jean Orizet, numéro 6, Autres Temps (1999), p. 111.
- « Xašutrâ Ahura Mazda. La prière dans le zoroastrisme », in Prières Méditerranéennes hier et aujourd'hui, Actes du Colloque organisé par le Centre Paul-Albert Février, Université De Provence-CNRS, à Aix-En-Provence les 2 et 3 avril 1998, édité par Gilles Dorival et Didier Pralon, Publications de l’Université de Provence (2000).
- « La poésie joue-t-elle un rôle politique en Iran ? Le reflet de l’Occident dans la poésie persane... », EurOrient, L’Occidentalisme : phobies ou fascinations ?, numéro 16, L’Harmattan (2004), p. 95.